# Diocese de Jujuy
A Diocese de Jujuy (em latim: Dioecesis Iuiuyensis) é uma diocese localizada na cidade de San Salvador de Jujuy, pertencente a Arquidiocese de Salta na Argentina. Foi fundada em 20 de abril de 1934 pelo Papa Pio XI. Com uma população católica de 558.600 habitantes, sendo 90,1% da população total, possui 34 paróquias com dados de 2014.

## História
A Diocese de Jujuy foi criada em 20 de abril de 1934 pela cisão da então Diocese de Salta, essa elevada a condição de arquidiocese no mesmo dia. Em 8 de setembro de 1969 perde território para a criação da Prelazia de Humahuaca.

## Lista de bispos
A seguir uma lista de bispos desde a criação da diocese.
|                          | Nome                        | Período    | Notas                          |
| Bispos                   | Bispos                      | Bispos     | Bispos                         |
| ------------------------ | --------------------------- | ---------- | ------------------------------ |
| 5º                       | César Daniel Fernández      | 2012-atual |                                |
| 4º                       | Marcelino Palentini, S.C.I. | 1995-2011  |                                |
| 3º                       | Raúl Arsenio Casado         | 1983-1994  | Nomeado Arcebispo de Tucumán   |
| 2º                       | José Miguel Medina          | 1965-1983  |                                |
| 1º                       | Enrique José Mühn, S.V.D.   | 1934-1965  |                                |
| Bispo-coadjutor          |                             |            |                                |
|                          | Agustín Adolfo Herrera      | 1961-1965  | Nomeado Bispo de San Francisco |
| Administrador Apostólico |                             |            |                                |
|                          | César Daniel Fernández      | 2011-2012  | Bispo-auxiliar de Paraná       |